# Logan Creek
Logan Creek es un lugar designado por el censo ubicado en el condado de Douglas en el estado estadounidense de Nevada. En el año 2010 tenía una población de 26 habitantes.

## Geografía
Logan Creek se encuentra ubicado en las coordenadas 39°3′54″N 119°55′28″O / 39.06500, -119.92444.